# 小山敬容
小山 敬容（こやま けいよう）は幕末の国学者、歌人。岡山藩番頭伊木忠哲・土肥隆平に仕え、平田鉄胤に国学を学んだ。明治維新後奈良県に勤務したが、讒言により謹慎を命じられ、切腹した。

## 生涯

### 生い立ち
天保6年（1835年）1月26日大坂中之島に剣客小山彦作の子として生まれた。4歳で安藤秋里に字を習い、容の名、伯徳の字、桂洲の号を授けられた。
天保13年（1842年）8歳で父の故郷備前国上道郡平井村に戻り、9歳頃水田苔松に字を習った。13歳頃からしばしば親戚紀家のいる小豆島に滞在した。23歳頃森寺美郷に和歌を学び、上田及淵にも国文学を学んだ。

### 岡山藩
文久元年（1861年）2月2日岡山藩番頭伊木忠哲に出仕し、評定所・岡山城への出勤等に付き添い、斎藤一興編「池田家履歴略記」の筆写に従事した。同年9月江戸に出て、文久2年（1862年）10月2日宇野則定の紹介で平田鉄胤に入門し、元治元年（1864年）4月7日まで在籍したほか、文久2年（1862年）12月から毎月5・10日加藤千浪の歌会に参加した。
慶応元年（1865年）8月1日忠哲の実兄で同じく番頭の土肥隆平に出仕した。慶応3年（1867年）12月隆平の上京に従い、隆平の命で藩政・社会情勢等に関連する文書を筆写する傍ら、土肥家・伊木家・上坂家の家庭教師を務め、家塾でも5,7名の生徒を教えた。明治元年（1868年）8月備中松山藩主板倉勝静の謹慎に係る任務で備中松山に赴任し、9月上京を経て帰郷した。
明治2年（1869年）8月12日隆平が死去すると、明治3年（1870年）2月20日その遺児土肥修平と京都大学校に入学したが、8月27日廃校となって鉄胤私塾に戻り、10月帰郷した。

### 奈良県
明治3年（1870年）10月22日奈良県から仕官の誘いがあり、12月奈良に赴任、同月14日奈良県権大属、明治4年（1871年）1月17日少参事となり、2月12日大監察を兼務し、19日武文館館宰を命じられた。しかし、大参事島田某の讒言により、収税業務上過失があったとして謹慎を命じられると、6月11日夕方「覚衣奴羂に懸利天捨留哉君親乃為惜支命乎（おもほえぬわなにかゝりてすつる哉君親の為をしき命を）」と書き遺して切腹した。遺体は高円山麓に葬られ、武津道恵・登大人の諡号を贈られた。奈良県知事海江田信義は島田に非を認めて免職とし、弔慰料150両を支払ったという。

## 著書
- 「桂洲詩稿」 - 12歳頃編[3]。
- 日記 - 文久2年（1862年）1月から閏8月までと明治2年（1869年）1月から明治3年（1870年）12月までの2冊が岡山県立記録資料館に残る[12]。
- 「安々居歌集」 - 1893年（明治26年）頃小山鈴太郎編。岡山県立記録資料館所蔵[16]。
- 「袂の塵」[17]
- 「播磨日記」 - 万延元年（1860年）閏3月平井村から大坂まで往復した時の日記[11]。
- 「神山の仏やらい」 -  明治2年（1869年）2月6日小豆島で神仏分離に基づく富丘八幡神社本地仏の宝生院遷御を見学した感想を述べたもの[18]、御輿が「柩のやう」に見え、「かかるきたなきものども」を神殿に安置していたことが「身の毛もいよ立」つ程だと過激な意見を記している[19]。「安々居歌集 下」収録[19]。
- 「のもとのましば（ふもとのましは[20]）」 - 家集。明治4年（1871年）古川躬行序、野呂直貞刊[21]。

## 門人
- 島村清則[22]
- 伊木忠行[22]
- 土肥修平[22]
- 晴田真須美[22]
- 小坂忠成[22]
- 小山数太郎[22]

## 親族
藤原姓を名乗った。遠祖は小山連ともいう。
- 祖父：小山庄太郎謙[5] – 藤井高尚に国文学を学んだ[3]。
  - 大叔父 - 小豆郡上庄村庄屋紀家養子[5]。
- 父：小山彦作義行[11] – 備前国上道郡平井村の剣客[3]。
  - 叔母 - 紀家養女となった後、紀盈之に嫁いだ[5]。
- 母：登波 – 播磨国平野村山根惣右衛門次女[4]。慶応2年（1866年）9月14日50歳で没[6]。
- 妹 - 紀盈之養女[5]。
- 弟：順吉[14]
- 妻：中野春子[14]
- 子：小山鈴太郎 - 父の切腹時、春子の腹の中にいた[14]。